# Polish Open (бадмінтон)
Polish Open або Відкритий чемпіонат Польщі з бадмінтону — щорічний міжнародний бадмінтонний турнір, який проходить у Польщі з 1975 року. Змагання не відбувалися у 1989 і 2001 роках. Входить до складу European Badminton Circuit.

## Переможці
| Рік  | Чоловічий одиночний | Жіночий одиночний | Чоловічий парний                       | Жіночий парний                        | Змішаний парний                       |
| ---- | ------------------- | ----------------- | -------------------------------------- | ------------------------------------- | ------------------------------------- |
| 1975 | Едгар Міхаловські   | Моніка Кассенс    | Едгар Міхаловські Ерфрід Міхаловські   | Моніка Кассенс Ангела Міхаловські     | Едгар Міхаловські Моніка Кассенс      |
| 1976 | Едгар Міхаловські   | Моніка Кассенс    | Едгар Міхаловські Ерфрід Міхаловські   | Моніка Кассенс Ангела Міхаловські     | Ерфрід Міхаловські Ангела Міхаловські |
| 1977 | Міхал Малий         | Моніка Кассенс    | Міхал Малий Карел Лакомий              | Моніка Кассенс Ангела Міхаловські     | Едгар Міхаловські Моніка Кассенс      |
| 1978 | Георг Сімон         | Моніка Кассенс    | Георг Сімон Рольф Геєр                 | Моніка Кассенс Крістін Обер           | Едгар Міхаловські Моніка Кассенс      |
| 1979 | Едгар Міхаловські   | Моніка Кассенс    | Томас Кільстрем Тор Сундберг           | Моніка Кассенс Ангела Міхаловські     | Едгар Міхаловські Моніка Кассенс      |
| 1980 | Міхал Малий         | Моніка Кассенс    | Міхал Малий Карел Лакомий              | Моніка Кассенс Ілона Міхаловські      | Едгар Міхаловські Моніка Кассенс      |
| 1981 | Міхал Малий         | Лізолетт Блумер   | Міхал Малий Карел Лакомий              | Катарін Троук Джілліан Гауерс         | Найджел Таєр Катарін Троук            |
| 1982 | Міхал Малий         | Лізолетт Блумер   | Баррі Бернс Марк Річардс               | Божена Войтковська Єва Рушниця        | Ерфрід Міхаловські Моніка Кассенс     |
| 1983 | Zhang Qiang         | Shi Wen           | Lu Hengwen Zheng Zhijung               | Chen Guirong Shi Wen                  | Zhang Qiang Shi Wen                   |
| 1984 | Бенгт Свеннінгссен  | Gao Meifeng       | Zhang Yinguang Wang Jian               | Gao Meifeng Nong Qunhua               | Zhang Xinguang Gao Meifeng            |
| 1985 | Zheng Zhijun        | Luo Jun           | Wang Pengren Shu Yiong                 | Shi Fangjing Sun Xianquing            | Wang Pengren Shi Fangjing             |
| 1986 | Zhang Qingwu        | Wu Yuhong         | Huang Zhen Chen Hongyong               | Shi Fangjin Wu Yuhong                 | Hang Mingren Shi Fangjing             |
| 1987 | Андерс Нільсен      | Ірина Рожкова     | Петер Аксельссон Єнс Ольссон           | Божена Харач Божена Семенець          | Андрій Антропов Вікторія Пронь        |
| 1988 | Петер Аксельссон    | Lee Young Suk     | Park Joo-bong Lee Sang Bok             | Chung Myung Hee Hwang Hye Young       | Park Joo-bong Chung Myung Hee         |
| 1989 | Не проводився       | Не проводився     | Не проводився                          | Не проводився                         | Не проводився                         |
| 1990 | Fung Permadi        | Chen Ying         | Томас Стуер-Лаурідсен Крістіан Якобсен | Chung Myung Hee Hwang Hye Young       | Крістіан Якобсен Марлене Томсен       |
| 1991 | Bambang Suprianto   | Yuliani Sentosa   | Ricky Subagdja Rexy Mainaky            | Catherine Eliza Nathanael             | Li Jian Wang Yiaoyuan                 |
| 1992 | Стів Батлер         | Марина Якушева    | Макс Гандруп Крістіан Якобсен          | Марина Якушева Марина Андрієвська     | Крістіан Якобсен Маріанне Расмуссен   |
| 1993 | Lioe Tiong Ping     | Анне Сондергард   | Antonius Budi Ariantho Denny Kantono   | Анне Сондергард Лотте Томсен          | Rudy Gunawan Rosiana Tendean          |
| 1994 | Indra Wijaya        | Маргіт Борг       | Ade Sutisna Chandra Wijaya             | Enu Oktavani D Monong                 | Flandy Limpele Dede Hasanah           |
| 1995 | Budi Santoso        | Olivia            | Hadi Sugianto Seng Kok Keong           | Emma Ermawati Indarti Isolina         | I. Paulus Rosalia Anastasia           |
| 1996 | Lu Lizhi            | Meiluawati        | Tao Xiaoqiang Ge Cheng                 | Крістіне Магнуссон Марина Андрієвська | Chen Xingdong Peng Xingyong           |
| 1997 | Tam Kai Chuen       | Yuli Marfuah      | Tony Gunawan Victo Wibowo              | Etty Tantry Cynthia                   | Flandy Limpele Etty Tantry            |
| 1998 | Даніель Ерікссон    | Олена Сухарьова   | Джуліан А. Робертсон Натан Робертсон   | Анн-Лу Йоргенсен Тіне Расмуссен       | Ларс Паске Яне Ф. Брансен             |
| 1999 | Rio Suryana         | Олена Ноздрань    | Міхал Логош Роберт Матеусяк            | Ang Li Peng Chor Hooi Yee             | Ma Che Kong Koon Wai Chee             |
| 2000 | Владислав Дружченко | Такако Іда        | Chang Kim Wai Hong Chieng Hun          | Харуко Мацуда Йосіко Івата            | Chen Qiqiu Chen Lin                   |
| 2001 | Не проводився       | Не проводився     | Не проводився                          | Не проводився                         | Не проводився                         |
| 2002 | Пшемислав Ваха      | Каміля Августин   | Міхал Логош Роберт Матеусяк            | Каміля Августин Надєжда Костючик      | Майк Берес Кара Солмундсон            |
| 2003 | Каспер Едум         | Xu Huaiwen        | Міхал Логош Роберт Матеусяк            | Сісіро Охсака Акіко Накасіма          | Йорген Ольссон Фріда Андреассон       |
| 2004 | Chen Jin            | Lu Lan            | Guo Zhendong Xie Zhongbo               | Du Jing Yu Yang                       | Владислав Дружченко Олена Ноздрань    |
| 2005 | Пшемислав Ваха      | Петя Неделчева    | Міхал Логош Роберт Матеусяк            | Каміля Августин Надєжда Костючик      | Роберт Матеусяк Надєжда Костючик      |
| 2006 | Пшемислав Ваха      | Atu Rosalina      | Міхал Логош Роберт Матеусяк            | Каміля Августин Надєжда Костючик      | Роберт Матеусяк Надєжда Костючик      |
| 2007 | Владислав Дружченко | Сіе Умедзу        | Міккель Дельбо Ларсен Якоб Кемнітц     | Каміля Августин Надєжда Костючик      | Роберт Матеусяк Надєжда Костючик      |
| 2008 | Марк Цвіблер        | Юліане Шенк       | Міхал Логош Роберт Матеусяк            | Shendy Puspa Irawati Meiliana Jauhari | Роберт Матеусяк Надєжда Костючик      |
| 2009 | Dicky Palyama       | Wang Linling      | Lin Yu Lang Chen Hung Ling             | Діана Дімова Петя Неделчева           | Міхал Логош Ольга Конон               |
| 2010 | Пабло Абіан         | Кана Іто          | Володимир Іванов Іван Созонов          | Shinta Mulia Sari Лей Яо              | Андрій Ашмарін Анастасія Прокопенко   |